# Sofia de Württemberg (1563–1590)
Sofia de Württemberg (20 de Novembro de 1563 - 21 de Julho de 1590), foi uma nobre alemã da Casa de Württemberg e duquesa de Saxe-Weimar por casamento.

## Origens e família
Nascida em Estugarda, era a mais nova dos doze filhos de Cristóvão, Duque de Württemberg e da princesa Ana Maria de Brandemburgo-Ansbach. Entre os seus onze irmãos, nove chegaram à idade adulta: Everardo, Príncipe-Herdeiro de Württemberg, Edviges (por casamento condessa de Hesse-Marburgo), Isabel (condessa de Henneberg-Schleusingen e condessa palatina de Veldenz-Lauterecken), Sabine (por casamento condessa de Hesse-Cassel), Emília (por casamento, condessa palatina de Simmern-Sponheim), Leonor (princesa de Anhalt e condessa de Hesse-Darmstadt), Luís III, Duque de Württemberg, Doroteia Maria (por casamento condessa palatina de Sulzbach) e Ana (por casamento, condessa de Oława e de Legnica).[carece de fontes?]

## Casamento
Em Weimar, a 5 de Maio de 1583 Sofia casou-se com Frederico Guilherme I, Duque de Saxe-Weimar. Tiveram seis filhos, dois quais só dois chegaram à idade adulta:
1. Doroteia Maria de Saxe-Weimar (8 de Maio de 1584 – 9 de Setembro de 1586), morreu aos dois anos de idade.
2. João Guilherme, Príncipe-herdeiro de Saxe-Weimar (30 de Junho de 1585 – 23 de Janeiro de 1587), morreu aos dezassete meses de idade.
3. Frederico de Saxe-Weimar (26 de Setembro de 1586 – 19 de Janeiro de 1587), morreu aos três meses de idade.
4. Doroteia Sofia de Saxe-Weimar (19 de Dezembro de 1587 – 10 de Fevereiro de 1645), princesa-abadessa de Quedlimburgo (1618)
5. Ana Maria de Saxe-Weimar (31 de Março de 1589 – 15 de Dezembro de 1626)
6. Filho nado-morto (21 de Julho de 1590).

Sofia morreu em Vacha aos vinte-e-seis anos de idade, devido a complicações de saúde derivadas do seu último parto. Foi enterrada na Stadtkirche St.Peter und Paul, em Weimar.

## Genealogia
| Sofia de Württemberg | Pai: Cristóvão, Duque de Württemberg   | Avô paterno: Ulrico, Duque de Württemberg           | Bisavô paterno: Henrique, Conde de Württemberg               |
| Sofia de Württemberg | Pai: Cristóvão, Duque de Württemberg   | Avô paterno: Ulrico, Duque de Württemberg           | Bisavó paterna: Isabel de Zweibrücken-Bitsch                 |
| Sofia de Württemberg | Pai: Cristóvão, Duque de Württemberg   | Avó paterna: Sabina da Baviera                      | Bisavô paterno: Alberto IV, Duque da Baviera                 |
| Sofia de Württemberg | Pai: Cristóvão, Duque de Württemberg   | Avó paterna: Sabina da Baviera                      | Bisavó paterna: Cunegunda da Áustria                         |
| Sofia de Württemberg | Mãe: Ana Maria de Brandemburgo-Ansbach | Avô materno: Jorge, Marquês de Brandemburgo-Ansbach | Bisavô materno: Frederico I, Marquês de Brandemburgo-Ansbach |
| Sofia de Württemberg | Mãe: Ana Maria de Brandemburgo-Ansbach | Avô materno: Jorge, Marquês de Brandemburgo-Ansbach | Bisavó materna: Sofia da Polónia                             |
| Sofia de Württemberg | Mãe: Ana Maria de Brandemburgo-Ansbach | Avó materna: Edviges de Münsterberg-Oels            | Bisavô materno: Carlos I, Duque de Münsterberg-Oels          |
| Sofia de Württemberg | Mãe: Ana Maria de Brandemburgo-Ansbach | Avó materna: Edviges de Münsterberg-Oels            | Bisavó materna: Ana de Żagań                                 |